# João Maier
João Maier ou João Eck (Johannes Eck ou Johannes Mayer, ou Johann Maier ou Johann Maier von Eck) (Egg an der Günz, 13 de novembro de 1486 - Ingolstádio, 13 de fevereiro de 1543) foi um  teólogo católico, vice-chanceler da Universidade de Ingolstádio. Defensor do catolicismo e adversário de Martinho Lutero. Refutou as suas teses na obra Obelisci e com ele debateu por três semanas na célebre disputa de Lípsia.

## Obras
- Enchiridion locorum communium adversus Lutherum et alios hostes ecclesiae (em latim), 1536.
- Eck, Johannes; Smeling, Tilmann,  Fraenkel, Pierre, ed., Enchiridion locorum communium adversus Lutherum et alios hostes ecclesiae [Enchiridion (i.e., handbook or manual) of Commonplaces against Luther and other Enemies of the Church: with the additions by Tilmann Smeling], Corpus Catholicorum: Werke katholischer Schriftsteller im Zeitalter der Glaubensspaltung. Works of Catholic authors in the Time of the Splitting of the Faith (em latim), 34, pp. 1525–2543.
- Lewis Battles, Ford (transl.) (1979), Enchiridion of Commonplaces..., ISBN 978-0-8010-3352-0, Grand Rapids, MI: Baker Book House.